# Cheilanthes kunzei
Cheilanthes kunzei là một loài thực vật có mạch trong họ Adiantaceae. Loài này được Mett. miêu tả khoa học đầu tiên.